# Japan Science and Technology Agency

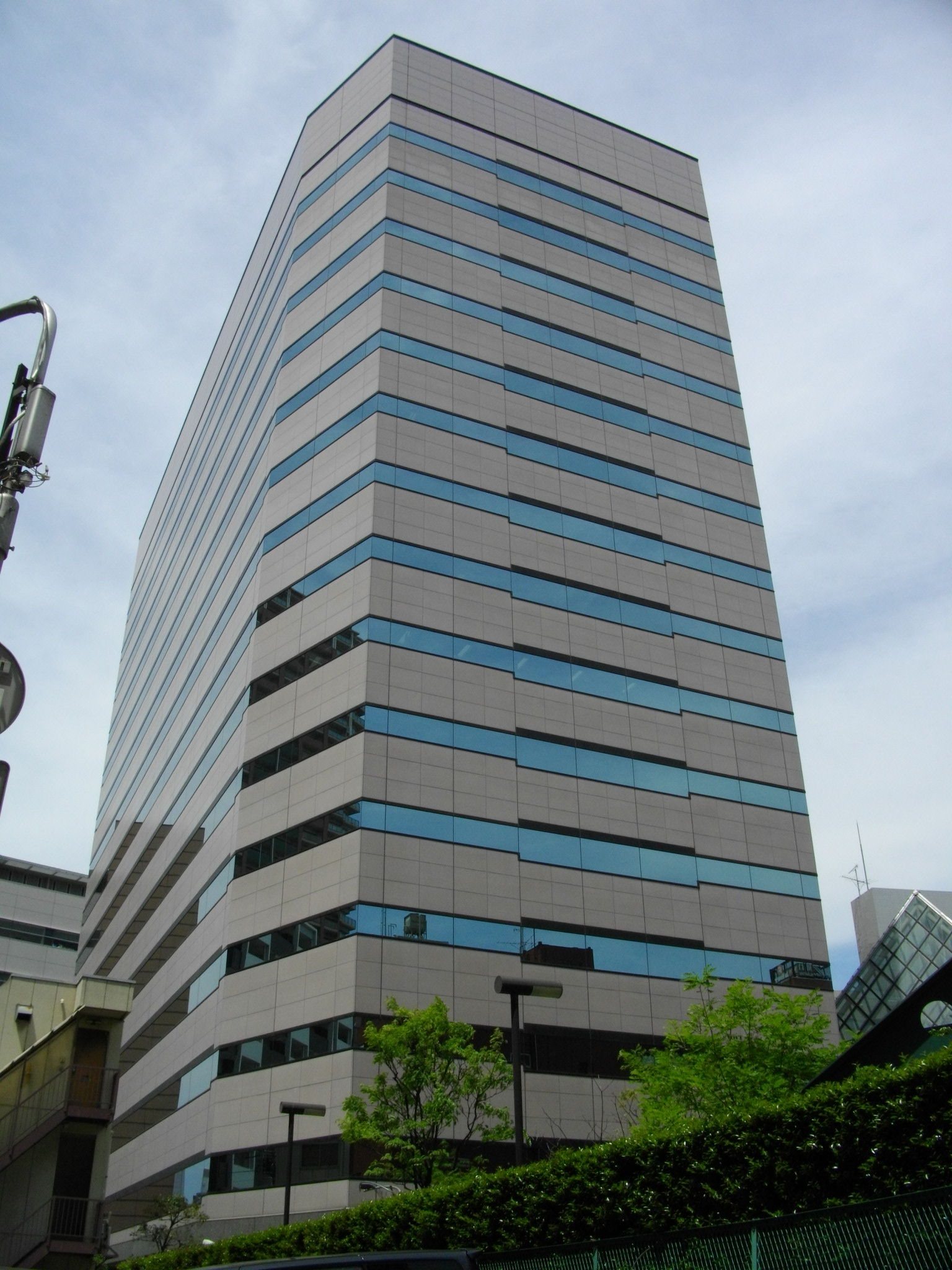
Die Zentrale der Behörde im Kawaguchi Center Building

Die Kagaku gijutsu shinkō kikō (jap. 科学技術振興機構, etwa „Organisation zur Förderung von Wissenschaft und Technologie“, engl. "Japan Science and Technology Agency", kurz JST) ist eine kokuritsu kenkyū kaihatsu hōjin (国立研究開発法人, eine 2015 neu geschaffene Organisationsform, etwa „[Zentral-]Staatliche Forschungs- und Entwicklungskörperschaft“; engl. "National Research and Development Agency" etc.) unter Aufsicht des japanischen Kultus- und Wissenschaftsministeriums (engl. „Ministerium für Bildung, Kultur, Sport, Wissenschaft und Technologie“, "MEXT") zur Förderung von Wissenschaft und Technologie. Ihren Sitz hat sie in der Stadt Kawaguchi im Süden der Präfektur Saitama.
Vorläufer waren das 1957 eingerichtete Nihon kagaku gijutsu jōho center (日本科学技術情報センター, etwa „Japanisches Informationszentrum für Wissenschaft und Technologie“, engl. "JICST") und die 1961 eingerichtete Shin-gijutsu jigyōdan (新技術事業団, Jigyōdan [wörtlich „Betriebsgruppe“, eine vor allem im 20. Jahrhundert verbreitete Organisationsform japanischer öffentlicher Einrichtungen/Unternehmen] für neue Technologie[n], engl. "JRDC") unter Aufsicht der Behörde für Wissenschaft und Technologie (kagaku-gijutsu-chō engl. "Science and Technology Agency"; politisch geführte Behörde mit Kabinettsrang, ein Vorläufer des Kultus- und Wissenschaftsministeriums, nicht der hier beschriebenen Behörde). 1996 wurden die beiden nach einem gleichnamigen Gesetz zur Kagaku gijutsu shinkō jigyōdan (科学技術振興事業団, „Jigyōdan zur Förderung von Wissenschaft und Technologie“, engl. "Japan Science and Technology Corporation") zusammengelegt. 2003 wurde die Jigyōdan nach einem Gesetz von 2002 in eine selbständige Verwaltungskörperschaft (dokuritsu gyōsei hōjin, engl. "Independent Administrative Corporation" und anderes)  umgewandelt und erhielt ihren heutigen Namen. Ihre heutige Rechtsform nahm sie 2015 an.